# Часта (район Пезинок)
Часта (словац. Častá) — село и одноимённая община в районе Пезинок Братиславского края Словакии. В письменных источниках начинает упоминаться с 1240 года.

## География
Село расположено в северовосточной части края, в долине Малых Карпат, при автодороге 502. Абсолютная высота — 292 метров над уровнем моря. Площадь муниципалитета составляет 35,23 км². В селе есть римско-католическая Церковь Святого Эмерика.

## Население
По данным последней официальной переписи 2011 года, численность населения селa составляла 2163 человек.
Динамика численности населения общины по годам:
| Год:                | 1994 | 2004    | 2014    | 2024    |
| ------------------- | ---- | ------- | ------- | ------- |
| Количество человек: | 1948 | 2094    | 2212    | 2419    |
| Разница:            |      | +7,49 % | +5,63 % | +9,35 % |

Национальный состав населения (по данным переписи населения 2011 года):
| Национальность | Численность, человек |
| -------------- | -------------------- |
| словаки        | 2118                 |
| венгры         | 3                    |
| русины         | 1                    |
| чехи           | 8                    |
| немцы          | 4                    |
| поляки         | 1                    |
| моравы         | 2                    |
| другие         | 2                    |
| не указана     | 31                   |

## Достопримечательности
- Червени-Камень замок XIII века

## Известные уроженцы
- Фандли, Юрай (1750—1811) — словацкий писатель-моралист и историк, поэт, учёный-энтомолог и католический священник.